# Delta (stato)
Il Delta è uno Stato della federazione nigeriana, confina a nord con il Kogi, a sud con l'oceano Atlantico, a est con l'Anambra, il Rivers e il Bayelsa, a ovest con l'Edo e l'Ondo.
La capitale dello Stato è Asaba, anche se il maggior centro commerciale e culturale è Warri.
Il territorio del Delta è ricco di giacimenti di petrolio e questo è il motivo della guerriglia che vede contrapposti gli Ijaw, etnia di ceppo Bantu (come gli Igbo), gli Itsekiri, sottoetnia Yoruba e la MOSOP (Movimento per la sopravvivenza del popolo Ogoni).
Gli Ijaw sono in leggera maggioranza rispetto ai nemici e si battono per il controllo delle stazioni petrolifere sostenendo di essere gli abitanti originari del luogo, quindi quelli a cui spetta il guadagno dell'oro nero. Gli Itsekiri sono il gruppo concorrente agli Ijaw e sostengono che il ricavato debba spettare a tutte le etnie che vivono nello Stato. La MOSOP, che rappresenta la tribù Ogoni, si batte contro le stazioni petrolifere sostenendo, giustamente, che i danni ambientali causati dalla ricerca del petrolio abbiano sconvolto l'ecosistema della regione e quindi che si debba smettere l'attività.
Una grande soddisfazione per il popolo Ogoni è stata quella di vedere la Shell dover risarcire molti soldi al governo per danni ambientali e centrali abusive impiantate nella regione del Delta nel 2005.
- Etnie: Ijaw 30% Itsekiri 20% Igbo 15% Urhobo 15% Ogoni 15% Isoko 5%
- Religione: cristiana 90% musulmana 5% animista 5%
- Altre città: Warri, Agbor, Oghara

## Suddivisioni
Lo stato di Delta è suddiviso in venticinque aree a governo locale (local government areas):
- Aniocha North
- Aniocha South
- Bomadi
- Burutu
- Ethiope East
- Ethiope West
- Ika North East
- Ika South
- Isoko North
- Isoko South
- Ndokwa East
- Ndokwa West
- Okpe
- Oshimili North
- Oshimili South
- Patani
- Sapele
- Udu
- Ughilli North
- Ughilli South
- Ukwuani
- Uvwie
- Warri North
- Warri South
- Warri South West